# Johannes Kotkas
Johannes Kotkas, russisch Йоханнес Йоханнесович Коткас, Jochannes Jochannessowitsch Kotkas, (* 3. Februar 1915 in Kodijärve, Landgemeinde Kambja, Kreis Tartu; † 8. Mai 1998 in Tallinn) war ein estnischer Ringer, der nach der Okkupation seiner Heimat durch die Sowjetunion für diese antrat.

## Leben
Johannes Kotkas wurde in der Nähe von Tartu als Sohn finnischer Eltern geboren und wuchs dort auf. Er schloss sich als Jugendlicher dem Sportverein Tartu „Kalev“ an und begann dort 1930 mit dem Ringen. Da sich bald zeigte, dass er für diesen Sport hochtalentiert war, bekam er in Leonhard Kukk und Otto Pohla zwei Trainer, die selbst gute Ringer waren. 1935 startete er bei den estnischen Meisterschaften, unterlag aber noch den routinierteren Otto Viikmäe und Nikolai Karklin. 1937 wechselte Kotkas zu Kalev Tallinn und wurde erstmals estnischer Meister im Schwergewicht im freien Stil, während in dem von ihm bevorzugten griechisch-römischen Stil Kristjan Palusalu gewann. Auch 1938 wurde Palusalu noch einmal estnischer Meister und besiegte dabei Kotkas. Bei der Europameisterschaft im heimischen Tallinn wurde aber Johannes Kotkas eingesetzt, weil sich Palusalu verletzt hatte. Johannes Kotkas rechtfertigte das in ihn gesetzte Vertrauen und wurde in überlegenem Stil erstmals Europameister. Diesen Erfolg wiederholte er 1939 und schlug dabei auch den vierfachen deutschen Europameister Kurt Hornfischer.
Nach der Besetzung seines Landes durch die Sowjetunion konnte Kotkas unbehelligt seinen Sport weiterbetreiben, während sein großer Konkurrent Palusalu schwersten sowjetischen Repressionen ausgesetzt war. Kurz bevor die Hitlersche Wehrmacht Estland eroberte, flüchtete Kotkas über Archangelsk nach Moskau und trat dort der Sportvereinigung „Dynamo“ bei. 1944 kehrte er, als Estland von den deutschen Truppen befreit war, nach Tallinn zurück. Während der Jahre von 1940 bis 1960 konnte er, mit Ausnahme einiger Einschränkungen 1941/42 seinen Sport ausüben. Er wurde 1947 nochmals Europameister und als Krönung seiner Laufbahn 1952 Olympiasieger. Er hätte mit Sicherheit noch mehr Titel gewonnen, wenn nicht der Zweite Weltkrieg dies verhindert hätte. Außerdem beteiligte sich die Sowjetunion, obwohl sie schon 1947 dem Internationalen Amateur-Ringer-Verband (FILA) beigetreten war, nach 1947 erst 1952 wieder an internationalen Meisterschaften. Bedingt durch die über 20 Jahre lang dauernde internationale Karriere von Kotkas hat dieser sowohl gegen die Weltelite der 1930er Jahre als auch gegen die Weltelite der 1940er und 1950er Jahre erfolgreich gerungen.
Kein anderer Athlet der Welt dürfte über eine so lange Zeitspanne in der Weltelite gestanden sein. Die Gegner, die er dabei besiegte, waren selbst alles erfolgreiche Ringer, Olympiasieger, Welt- und Europameister wie z. B. Kurt Hornfischer, Josef Klapuch, Mehmet Çoban, John Nyman, Edvīns Bietags, Hjalmar Nyström, Gyula Bóbis, Bertil Antonsson, Josef Růžička, Arsen Mekokischwili, Alexander Masur, Paul Böhmer, Konstantin Koberidse, Mustafa Çakmak, Kristjan Palusalu, Nikolai Karklin, Iwan Bogdan und Anatoli Parfenow. Seine Meister fand er dann schließlich in dem Schweden Bertil Antonsson, der ihn bei den Weltmeisterschaften 1953 und in einem Länderkampf 1955 besiegte und dem Weißrussen Sergej Zalusky, der ihn bei den sowjetischen Meisterschaften 1957 schulterte.
Johannes Kotkas gehörte der Polizei an, lebte nach seiner Pensionierung in Tallinn und ist dort mit 83 Jahren gestorben.

## Internationale Erfolge
| Jahr | Platz | Wettbewerb           | Stil | Gewichtsklasse | Ergebnisse |
| 1938 | 1.    | EM in Tallinn        | GR   | Schwer         | mit Siegen über John Nyman, Schweden, Uuno Vento, Finnland, Mehmet Çoban, Türkei und Edvīns Bietags, Lettland                                                                               |
| 1939 | 1.    | EM in Oslo           | GR   | Schwer         | mit Siegen über Mehmet Çoban, John Nyman, Kurt Hornfischer, Deutschland, Hjalmar Nyström, Finnland und trotz einer Niederlage gegen Gyula Bóbis, Ungarn                                     |
| 1947 | 1.    | EM in Prag           | GR   | Schwer         | mit Siegen über Bertil Antonsson, Schweden, Johannes Arts, Niederlande, János Rihetzky, Ungarn und Mustafa Çakmak, Türkei                                                                   |
| 1952 | Gold  | OS in Helsinki       | GR   | Schwer         | mit Siegen über Auguste Baarendse, Niederlande, Bengt Fahlkvist, Schweden, Guido Fantoni, Italien, Tauno Kovanen, Finnland und Josef Růžička, Tschechoslowakei                              |
| 1953 | 2.    | WM in Neapel         | GR   | Schwer         | mit Siegen über Josef Růžička, Josip Bajer, Jugoslawien, Willi Waltner, Bundesrepublik Deutschland, Taisto Kangasniemi, Finnland, Guido Fantoni und einer Niederlage gegen Bertil Antonsson |
| 1956 | 1.    | Welt-Cup in Istanbul | GR   | Schwer         | nach Siegen über Hamit Kaplan, Türkei, Max Widmer, Schweiz und Jussein Mechmedow, Bulgarien                                                                                                 |

## Wichtigste Länderkämpfe
- 1937, Estland – Finnland, Schultersieger über Edvard Järvinen,
- 1938, Estland – Deutschland, Schultersieger über Paul Böhmer,
- 1938, Estland – Lettland, Schultersieger über Edvīns Bietags,
- 1939, Deutschland – Estland, Schultersieger über Kurt Hornfischer,
- 1939, Tschechoslowakei – Estland, Schultersieger über Josef Klapuch;
- 1939, Estland – Lettland, Schultersieger über Erlins Skuja,
- 1939, Estland – Finnland, Punktsieger über Hjalmar Nyström,
- 1939, Lettland – Estland, Schultersieger über Mendziņš,
- 1948, Estland – Leningrad, Schultersieger über Ivanov,
- 1954, Schweden – UdSSR, Punktniederlage gegen Bertil Antonsson,
- 1954, Schweden – UdSSR, Punktsieger über Bengt Fahlkvist,
- 1955, UdSSR – Schweden, Schultersieger über Nordström,
- 1955, UdSSR – Schweden, Punktniederlage gegen Bertil Antonsson,
- 1956, Frankreich – UdSSR, Schultersieger über Truffier

## Sowjetische Allunions-Meisterschaft
| Jahr | Platz | Stil | Gewichtsklasse | Ergebnisse |
| 1940 | 1.    | GR   | Schwer         | vor Aron Honscha, Konstantin Koberidse, Wladimir Matschkaljan, Jakow Kutsenko und Nikolai Karklin             |
| 1943 | 1.    | GR   | Schwer         | vor Konstantin Koberidse, Alexander Masur, Anatoli Kasanski, Arsen Mekokischwili und Wiktor Strischak         |
| 1944 | 1.    | GR   | Schwer         | vor Arsen Mekokischwili, Alexander Masur, Konstantin Koberidse, Wladimir Matschkaljan und Alexander Senatorow |
| 1945 | 1.    | GR   | Schwer         | vor Alexander Masur, Arsen Mekokischwili, Alexander Senatorow, Wladimir Matschkaljan und Kristaps Brigmanis   |

## UdSSR-Meisterschaften
| Jahr | Platz | Stil | Gewichtsklasse | Ergebnisse                                                |
| 1945 | 2.    | GR   | Schwer         | hinter Alexander Masur und vor Arsen Mekokischwili        |
| 1946 | 1.    | GR   | Schwer         | vor Alexander Masur und Arsen Mekokischwili               |
| 1946 | 2.    | F    | Schwer         | hinter Arsen Mekokischwili und vor Surab Sugladse         |
| 1947 | 1.    | F    | Schwer         | vor Arsen Mekokischwili und Igor Besdolja                 |
| 1948 | 1.    | GR   | Schwer         | vor Alexander Masur und Arsen Mekokischwili               |
| 1948 | 2.    | F    | Schwer         | hinter Arsen Mekokischwili und vor Wladimir Suhorutchenko |
| 1949 | 2.    | GR   | Schwer         | hinter Alexander Masur und vor Michail Strischak          |
| 1950 | 1.    | GR   | Schwer         | vor Alexander Masur und Igor Besdolja                     |
| 1951 | 1.    | GR   | Schwer         | vor Alexander Masur und Kristaps Brigmanis                |
| 1952 | 1.    | GR   | Schwer         | vor Alexander Masur und Fjodor Bondur                     |
| 1953 | 1.    | GR   | Schwer         | vor Alexander Masur und Anatoli Parfenow                  |
| 1954 | 2.    | GR   | Schwer         | hinter Anatoli Parfenow und vor Alexander Masur           |
| 1955 | 1.    | GR   | Schwer         | vor Iwan Bogdan und Baranow                               |
| 1956 | 1.    | GR   | Schwer         | vor Iwan Bogdan und Anatoli Parfenow                      |

## Estnische Meisterschaften
Johannes Kotkas wurde estnischer Meister im griechisch-römischen Stil 1939 (vor Karklin und Klasen), 1945, 1946, 1948, 1949, 1950, 1951, 1952, 1954, 1955, 1956, 1957, 1958 und 1959 und Vizemeister im griechisch-römischen Stil 1937 (hinter Palusalu), 1938 (hinter Palusalu und vor Karklin), 3. Platz 1940 (hinter Juhan Kalde und Jaan Miil).
Meister im freien Stil wurde er 1937 (vor Palusalu), 1938 (vor Karklin), 1939 (vor Karklin), 1945, 1947, 1948, 1949 und 1951.
Erläuterungen
- GR = griechisch-römischer Stil, F = Freistil
- 0S = Olympische Spiele, WM = Weltmeisterschaft, EM = Europameisterschaft
- Schwergewicht, damals über 87 kg Körpergewicht